# Lutosław Stypczyński
Lutosław Stypczyński (ur. 24 sierpnia 1924 w Poznaniu, zm. 13 lutego 2010 tamże) – oficer aparatu bezpieczeństwa PRL.

## Życiorys
Służbę w aparacie bezpieczeństwa rozpoczął 1 lutego 1945 roku jako referent w Wojewódzkim Urzędzie Bezpieczeństwa Publicznego w Poznaniu, następnie pracował w Powiatowym Urzędzie Bezpieczeństwa Publicznego w Gnieźnie na stanowisku młodszego oficera śledczego. Stanowisku to objął 2 czerwca 1945 roku. Po pracy w MBP w Warszawie został zastępcą a następnie szefem Wojewódzkiego Urzędu Bezpieczeństwa Publicznego w Krakowie. Po reorganizacji kierownik WUdsBP w Krakowie i naczelnik Departamentu III Wydziału II KdsBP w Warszawie. Służbę w organach bezpieczeństwa zakończył 30 czerwca 1967 w randze pułkownika jako starszy inspektor Departamentu I MSW, a pracę zawodową jako II sekretarz ambasady PRL w Albanii. 